# Bezpečnost práce v Číně
Čína má největší pracující populaci na světě, v roce 2018 to bylo 776 milionů pracovníků, a právě bezpečnost práce je nezbytná pro to, aby si země udržela sociální stabilitu a rozvíjela národní hospodářství. V Číně je regulována zejména Státní správou bezpečnosti. Čína podniká řadu kroků ke zlepšení pracovní bezpečnosti, a to například přijetí nového zákona o bezpečnosti na pracovišti, vydaného v roce 2014. Tento zákon nahradil verzi z roku 2002. Na zlepšení situace se podílí také reformovaný systém pokutování zaměstnavatelů v případě nedodržování bezpečnostních nařízení a opatření. Informace k tomuto pokutovému systému jsou součástí výše zmiňovaného zákona, konkrétně článku 109. Výše pokutované částky je zákonem stanovena na $3,250,000 USD u nejzávažnějších případů, pro firmy.
To z Číny dělá zemi, která staví bezpečnost svých zaměstnanců před ziskem. Avšak i navzdory neustále se zlepšující situaci a implementaci nových bezpečnostních norem a zvyšování kvality bezpečnostních opatření, dochází stále k vysokému množství pracovních úrazů. Celkový počet hlášených pracovních úrazů do roku 2018 byl 97 500 a 90% hlášených nemocí z povolání byla pneumokonióza. V roce 2018, představovalo z kontrolovaných podniků asi 12 milionů z nich zdravotní rizika, přičemž více než 200 milionů pracovníků bylo vystaveno více zdrojům rizika, například prach, chemikálie a jed. V roce 2019 každý den v Číně zemřelo průměrně 81 lidí na komplikace spojené se zaměstnáním. A právě stavění produktivity před bezpečností bylo častým katalyzátorem těchto komplikací.

## Nejrizikovější pracovní odvětví v Číně
Na přelomu 20. a 21. století byla nejrizikovější prací práce v uhelných dolech, v roce 2002 zde přišlo o život více než 7000 pracovníků. Tato čísla šla rapidně dolů, hlavně díky transformaci ekonomiky z těžkého průmyslu do jiných odvětví, zejména průmyslu lehkého a služeb.
Aktuálně je nejrizikovějším odvětvím stavební průmysl, ve kterém zaznamenáváme vice než jednu třetinu všech pracovních úrazů v Číně, dalším rizikovým odvětvím jsou například rozvážkové služby, primárně ty fungující v logistickém sektoru a ty na rozvoz jídla.

### Bezpečnost ve stavebnictví
Ministerstvo krizového řízení (MEM) vysvětluje zhoršující se bezpečnostní situací ve stavebnictví chaotickým systémem subdodávek a pokračující neschopnosti dodavatelů dodržovat základní bezpečnostní zákony a předpisy. Dále také MEM uvádí jako problém a riziko, práci přes letní, v Číně, záplavové období.
Stavebnictví také v porovnání s ostatními odvětvími nezaznamenalo tak dramatický technologický pokrok, a stále se jedná o odvětví s vysokou mírou aktivních pracovníků a relativně malou robotizací.
Na základě šetření, prováděného MEMem, bylo zjištěno, že převážná většina nehod se týká kolapsů techniky, jako například lešení a žebříků, dále potom pádů pracovníků z výšku, nebo pádů předmětů na pracovníky.
Bezpečnost v tomto odvětví není na úrovni na které by měla být, a která je vymezena novým zákonem o bezpečnosti na pracovišti.

#### Medializace pracovních úrazů ve stavebnictví
Pracovní úrazy ve stavebnictví jsou brány jako rutinní a běžná záležitost, nedostává se jim tedy téměř žádného mediálního prostoru.
Za nízkou mírou medializace stojí to, že v případě nehody je zraněno jen malé množství lidí, čímž se situace stává pro média neatraktivní. Počty zraněných při jednotlivých incidentech zřídka přesahují jednotlivce.

##### Bezpečnost ve stavebnictví v číslech
V říjnu 2019 bylo oznámeno, že počet pracovních úrazů a úmrtí v Číně se za rok 2019 snížil o 20,3 procent a počet úmrtí o 18,5 procent, v porovnání se stejným časovým úsekem minulého roku.
Za rok 2018 došlo k 49 000 pracovním úrazům a 34 600 smrtelným úrazů. To odpovídá zhruba 4,5 úmrtím na 100 000 zaměstnanců.

### Bezpečnost rozvážkových služeb v číslech
Podle statistik z roku 2017, je v Šanghaji co 2,5 dne zaměstnanec rozvážkové služby zabit nebo vážně zraněn při dopravní nehodě, v nedalekém Nan-ťingu je 18 dopravních nehod spojených se zaměstnanci těchto služeb každý den.
Na vině je zejména přepracovanost.
I zde platí nízké mediální pokrytí případů.